# Prix de la Ville de Naples
Pour les articles homonymes, voir Prix Napoli.
Le Prix de la Ville de Naples (en italien Gran Premio Citta' di Napoli) rebaptisé Gran Premio Franco Antonio e Salvio Cervone en 2021, est une course hippique de trot attelé se déroulant au mois de juin (début juillet en 2016, 2023 et 2025, fin mai en 2021) sur l'hippodrome d'Agnano à Naples (Italie).
C'est une course de Groupe I réservée aux chevaux de 3 ans.
Elle se court sur la distance de 2 100 mètres, avec un départ à l'autostart. L'allocation 2025 est de 154 000 € dont 64 400 € pour le vainqueur.

## Palmarès depuis 1990
| Année | Vainqueur         | Driver                |
| ----- | ----------------- | --------------------- |
| 2025  | Golden Boy        | Alessandro Gocciadoro |
| 2024  | Far West Bi       | Roberto Vecchione     |
| 2023  | East Asia         | Andrea Farolfi        |
| 2022  | Dundee As         | Alessandro Gocciadoro |
| 2021  | Capital Mail      | Mario Minopoli Jr.    |
| 2020  | Barbaresco Grif   | Enrico Bellei         |
| 2019  | Axl Rose          | Alessandro Gocciadoro |
| 2018  | Zefir Gar         | Mario Minopoli Jr     |
| 2017  | Vitruvio          | Pietro Gubellini      |
| 2016  | Ursa Caf          | Antonino Esposito     |
| 2015  | Thor Di Girifalco | Davide Di Stefano     |
| 2014  | Sceicco           | Giampaolo Minnucci    |
| 2013  | Remo Gas          | Roberto Vecchione     |
| 2012  | Prascia' Lest     | Enrico Bellei         |
| 2011  | Obama Gar         | Enrico Bellei         |
| 2010  | Napoleon Bar      | Enrico Bellei         |
| 2009  | Merisi Font       | Giuseppe Pistone      |
| 2008  | Lana del Rio      | Santo Mollo           |
| 2007  | Ismos Fp          | Enrico Bellei         |
| 2006  | Glen Kronos       | Andrea Guzzinati      |
| 2005  | Fleche            | Santo Mollo           |
| 2004  | Ellymay           | Pietro Gubellini      |
| 2003  | Da Sempre Par     | Ciro Velardi          |
| 2002  | Cherokee Chief    | Arnaldo Pollini       |
| 2001  | Born Kronos       | Pietro Gubellini      |
| 2000  | Andrea di Jesolo  | Mauro Baroncini       |
| 1999  | Zamia FC          | Pietro Gubellini      |
| 1998  | Veloce Jet        | Carlo Bottini         |
| 1997  | Uxer LB           | Andrea Guzzinati      |
| 1996  | Tome de Sousa     | Lorenzo Baldi         |
| 1995  | Sec Mo            | Glauco Cicognani      |
| 1994  | Rapid Effe        | Mario Rivara          |
| 1993  | Profumo OM        | Vittorio Guzzinati    |
| 1992  | Offen LB          | Håkan Wallner         |
| 1991  | Nevaio            | Marco Smorgon         |
| 1990  | Montaione         |                       |